# Główki (jezioro w Kotlinie Gorzowskiej)
Jezioro Główki – jezioro położone w gminie Wieleń (powiat czarnkowsko-trzcianecki, województwo wielkopolskie).
Jezioro ma nieregularny wydłużony kształt. Południowe i zachodnie brzegi jeziora przechodzą w podmokłe łąki. Jezioro za pomocą rowu melioracyjnego jest połączone z rzeką Miałką. Nazwa akwenu po raz pierwszy pojawiła się w 1568.